# J.C. Higginbotham
Jack 'J.C.' Higginbotham (Social Circle, 11 mei 1906 - New York, 26 mei 1973) was een Amerikaanse jazztrombonist.

## Biografie
Higginbotham groeide op in Cincinnati en speelde aan het begin van zijn muziekcarrière bij Wes Helvey (1924/1925), Eugene Primos en Jimmy Harrison (1926/1927). Tijdens de jaren 1930 en 1940 speelde hij o.a. in de swingbands van Luis Russell (vanaf 1928), Benny Carter, Red Allen, Chick Webb en Fletcher Henderson. Van 1934 tot 1936 behoorde hij ook tot de Mills Blue Rhythm Band. Tussen 1937 en 1940 speelde hij bij Louis Armstrong, die Russells band had overgenomen. Tijdens de jaren 1940 behoorde hij tot het sextet van Red Allen. Vanaf 1947 had hij zijn eigen ensemble. In 1955 in Cleveland en Boston, van 1956 tot 1959 in New York en in 1958 werkte hij met Sammy Price een Europese tournee af.
Tijdens de jaren 1960 had hij een dixielandband in New York en in 1963 bezocht hij Scandinavië. In 1964 was hij nog een keer kort bij Louis Armstrong en in 1968 trad hij in New York op met Ray Nance. Higginbotham nam diverse platen op, zowel als orkestleider als gevraagd begeleidingsmuzikant. Hij is te horen op plaatopnamen van Joe King Oliver (1928/1929), Jelly Roll Morton, The Chocolate Dandies en Benny Carter, Fats Waller (1929), Louis Armstrong (1929–1940), Luis Russell (1929–1931), Victoria Spivey (1929), Red Allen (1929–1946), Jack Purvis (1930), Fletcher Henderson (1931–1937), Benny Carter (1933–1946), Coleman Hawkins (1933/1940), Buster Bailey (1934), Mezz Mezzrow (1937), Lil Hardin Armstrong (1938 en 1945), Lionel Hampton (1939), Ida Cox (1939/1940), Sidney Bechet (1941), The Metronome All-Stars (1941, 1942 en 1946), Pete Johnson (1946), Buck Clayton (1953–1966), Jay McShann (1957) en Tiny Grimes.
Volgens Carlo Bohländer was zijn krachtige, rauwe toon en plotseling dynamische uitbarstingen tijdens het spel van Higginbotham kenmerkend.

## Privéleven en overlijden
Zijn nicht was de songwriter Irene Higginbotham (1918-1988). Ze schreef o.a. Billie Holidays song Good Morning Heartache (1946). Zijn neef is de trombonist Joseph Orange. J.C. Higginbotham overleed in mei 1973 op 67-jarige leeftijd.

## Discografie
- 1929: Doctor Blues (met Luis Russell)
- 1929: Saint Louis Blues (met Louis Armstrong)
- 1937: That's How I Feel Today (met Mezz Mezzrow)
- 1938: When the Saints Go Marchin' In (met Louis Armstrong)